# 그래픽 (잡지)
《GRAPHIC》(한국어: 그래픽)은 대한민국의 프로파간다 출판사에서 발행하는 그래픽 디자인 전문 계간지이다. 그래픽 디자인의 특정 분야만이 아닌 그래픽 디자인 전반을 다루며, 주류 디자인 담론 및 권위로부터 독립된 잡지를 지향하고 있다. 전(前) 《FILM2.0》 편집장 김광철이 발행인과 편집장을 겸하고 있다.
2007년 1월 창간되어 매년 1월·4월·7월·10월 발행된다. 고등학생·대학생·대학원생(3개월 내 입·복학 예정자 포함) 정기구독자에게는 구독료의 20%를 할인해주고 있다.

## 책 정보
- 1호 : 2007년 1월 1일 출간

특집 한국의 잡지 아트디렉터들
아트디렉터 이현민
사진 김윤경태MynameisStudio
- 2호 : 2007년 4월 1일 출간

특집 모션 그래픽스 이슈
아트디렉터 신명섭
사진 김윤경태, 김태성
- 3호 : 2007년 7월 1일 출간

특집 THE NEXT ILLUSTRARION 변화의 주역 일러스트레이터 30인
아트디렉터 이현민
- 4호 : 2007년 10월 1일 출간

특집 BOOK DESIGN ISSUE
아트디렉터 김기연
사진 이버들이(인물 촬영), 박일호(책 촬영)